# Marilyn Waring
Marilyn Joy Waring (Nueva Zelanda, 7 de octubre de 1952) es una académica en políticas públicas, consultora de desarrollo internacional, expolítica, ambientalista, feminista y una de las principales fundadoras de la economía feminista. 

## Biografía
Creció en Taupiri, donde sus padres tenían una carnicería. Su bisabuelo Harry (Arthur Henry) Waring había emigrado a Nueva Zelanda desde Hopesay en Herefordshire, Inglaterra, en 1881, y estableció el negocio de carnicería familiar en Taupiri. En 1927, Harry Waring se presentó sin éxito a las elecciones parlamentarias en el escaño de Raglan para el Partido de la Reforma, el precursor del Partido Nacional. Soprano talentosa en su juventud, sus padres esperaban que se convirtiera en cantante clásica. En 1973, Waring se licenció con honores en Ciencias Políticas y Política Internacional de la Universidad Victoria de Wellington.

### Trayectoria profesional
En 1975, a los 23 años, se convirtió en la persona parlamentaria más joven del Parlamento neozelandés por el conservador Partido Nacional de Nueva Zelanda. Como miembro del parlamento presidió el Comité de Gasto Público. Su apoyo a la política de Nueva Zelanda libre de armas nucleares propuesta por el opositor Partido Laborista fue fundamental para precipitar las elecciones generales de Nueva Zelanda de 1984, y dejó el parlamento en 1984.
Al salir del Parlamento se trasladó a la academia; es conocida por su libro publicado en 1988 If Women Counted, que sostiene que la economía dominante ignora el trabajo no remunerado de las mujeres, y que la economía mundial pasa por alto el valor de la naturaleza. Obtuvo un doctorado en economía política en 1989. A través de su investigación y sus escritos, se la conoce como la principal fundadora de la disciplina de la economía feminista. If Women Counted sirvió para convencer a las Naciones Unidas de redefinir el producto interno bruto, inspiró nuevos métodos de contabilidad en decenas de países y se convirtió en el documento fundacional de la disciplina de la economía feminista.
Desde 2006, Waring ha sido profesora de Políticas Públicas en el Instituto de Políticas Públicas de AUT en Auckland, Nueva Zelanda, concentrándose en gobernanza y políticas públicas, economía política, análisis de género y derechos humanos. Ha participado en trabajos de ayuda internacional y se ha desempeñado como consultora del PNUD y otras organizaciones internacionales.
Ha criticado abiertamente el concepto de PIB, la medida económica que se convirtió en la base del Sistema de Cuentas Nacionales de las Naciones Unidas (UNSNA) después de la Segunda Guerra Mundial. Critica un sistema que "considera los derrames de petróleo y las guerras como contribuyentes al crecimiento económico, mientras que la crianza de los hijos y las tareas del hogar se consideran sin valor". Su trabajo ha influido en el mundo académico, la contabilidad gubernamental en varios países y las políticas de las Naciones Unidas.

## Obras
- Waring, Marilyn. Women, Politics, and Power: Essays, Unwin Paperbacks-Port Nicholson Press (1984)
- Waring, Marilyn. If Women Counted: A New Feminist Economics, Harper & Row (1988)
- Waring, Marilyn. Three Masquerades: Essays on Equality, Work and Hu(man) Rights, Auckland: Auckland University Press with Bridget Williams Books (1996)
- Waring, Marilyn. In the Lifetime of a Goat: Writings 1984–2000, Bridget Williams Books (2004)
- Waring, Marilyn. 1 Way 2 C the World: Writings 1984–2006, Univ. of Toronto Press (2011)

## Premios y reconocimientos
- 2020 Orden del Mérito de Nueva Zelanda, por sus servicios a las mujeres y a la Economía.[10]
- 2019 BBC 100 Women.[11]
- 2018 Premio Top 200 Deloitte como Líder Visionaria.[12]
- 2014 Premio de Economía del New Zealand Institute of Economic Research (NZIER).[13]
- 2013 Premios inaugurales Westpac/Fairfax "Mujeres Influyentes" – ganadora de la categoría de Ciencia e Innovación.[14]
- 2013 Premio de Amnistía Internacional a la Defensora de los Derechos Humanos de Nueva Zelanda.[15]
- 2011 Doctora en Lletres (D.Litt.) honoris causa, Glasgow Caledonian University.[16]
- 2008 Companion de la Orden del Mérito de Nueva Zelanda por sus servicios a las mujeres y a la Economía.[17]
- 2000 La Escuela de Enfermería (Aotearoa) instaura un premio anual para los estudios de grado denominado Beca Marilyn Waring.
- 1995 Día de Hiroshima: Premio especial de la Fundación de Nueva Zelanda para los Estudios y el Trabajo por la Paz.
- 1993 Suffrage Centenary Medal
- 1990 Commemorative Medal
- 1977 Medalla del Jubileo de Plata de la Reina Isabel II

El trabajo de Waring fue el tema de una película de 1995 de la directora Terre Nash, producida por el National Film Board of Canada, titulada Who's Counting? Marilyn Waring on Sex, Lies and Global Economics (¿Quién cuenta? Marilyn Waring sobre el sexo, las mentiras y la economía global). En el año 2012, le incluyeron en la lista de la revista Wired de "50 personas que cambiarán el mundo". Una antología titulada Counting on Marilyn Waring: New Advances in Feminist Economics se publicó en 2013, editada por Margunn Bjørnholt y Ailsa McKay con contribuciones de diversas personas expertas en economía feminista con avances realizadas en la disciplina desde la publicació d'If Women Counted.  El libro de 2019 de Melinda Gates The Moment of Lift: How Empowering Women Changes the World habla de la obra de Waring; el ex-presidente de los Estados Unidos  Barack Obama protagonizó un sketch humorístico para promocionar este libro.